# Linia kolejowa 35 Kaposvár – Siófok
Linia kolejowa Kaposvár – Siófok – linia kolejowa na Węgrzech. Jest to linia jednotorowa, nie zelektryfikowana.

## Historia
Linia została oddana w 1894 roku.